# Lichtenstein Veste
Die Herrschaft Lichtenstein Veste, Johannstein, Burg Mödling, Gülte freier Thurnhof zu Brunn u. Hft. Rodaun war eine Grundherrschaft im Viertel unter dem Wienerwald im Erzherzogtum Österreich unter der Enns, dem heutigen Niederösterreich.

## Ausdehnung
Die Herrschaft umfasste zuletzt die Ortsobrigkeit über Brunn am Gebirge, Maria Enzersdorf, Klausen, Vorderbrühl, Hinterbrühl, Gießhübl, Sparbach, Weissenbach, Rodaun und Siebenhirten. Der Sitz der Verwaltung befand sich in Brunn am Gebirge.

## Geschichte
Letzter Inhaber der Familienfideikommissherrschaft (einzig Rodaun war ein Allod) war Alois Josef Fürst von und zu Liechtenstein, bis im Zuge der Reformen 1848/1849 die Herrschaft aufgelöst wurde.